# Paraleucopis mexicana
Paraleucopis mexicana är en tvåvingeart som beskrevs av Steyskal 1981. Paraleucopis mexicana ingår i släktet Paraleucopis och familjen markflugor. Inga underarter finns listade i Catalogue of Life.